# Fiodor Alexandrovitch de Rostov
Fiodor Aleksandrovitch de Rostov (en langue russe : Фёдор Александрович) (1380?—1420?) est un prince de Rostov Veliki. 

## Biographie
Il est le deuxième fils d'Alexandre Konstantinovitch (1365-1404), également prince de Rostov.
En 1397, durant les luttes entre Vassili Ier Dmitrievitch et les Novgorodiens pour les terres du bassin de la Dvina, il se place du côté du prince de Moscou.
En 1407 (ou 1408 selon la Chronique de Nikon), durant son règne, la ville de Rostov brûle (mais pas entièrement) et est saccagée par les Tatars, obligeant le prince et les habitants à s'enfuir.
Il participe à plusieurs campagnes contre les princes de Novgorod, du côté des princes de Moscou en 1411 et en 1414.
Il sert le prince de Moscou, non seulement comme guerrier, mais comme administrateur. En 1417, à la demande de la République de Pskov, il est nommé par le prince de Moscou gouverneur (namestnik) de Pskov et il semble que ce soit à la satisfaction des Pskoviens. En 1420, durant une épidémie de peste à Pskov il est atteint par la maladie et, sentant sa fin prochaine, il entre au monastère de Snetogorski pour prononcer ses vœux monastiques, puis part à Moscou où selon toute vraisemblance il meurt en 1420.